# Kinchil

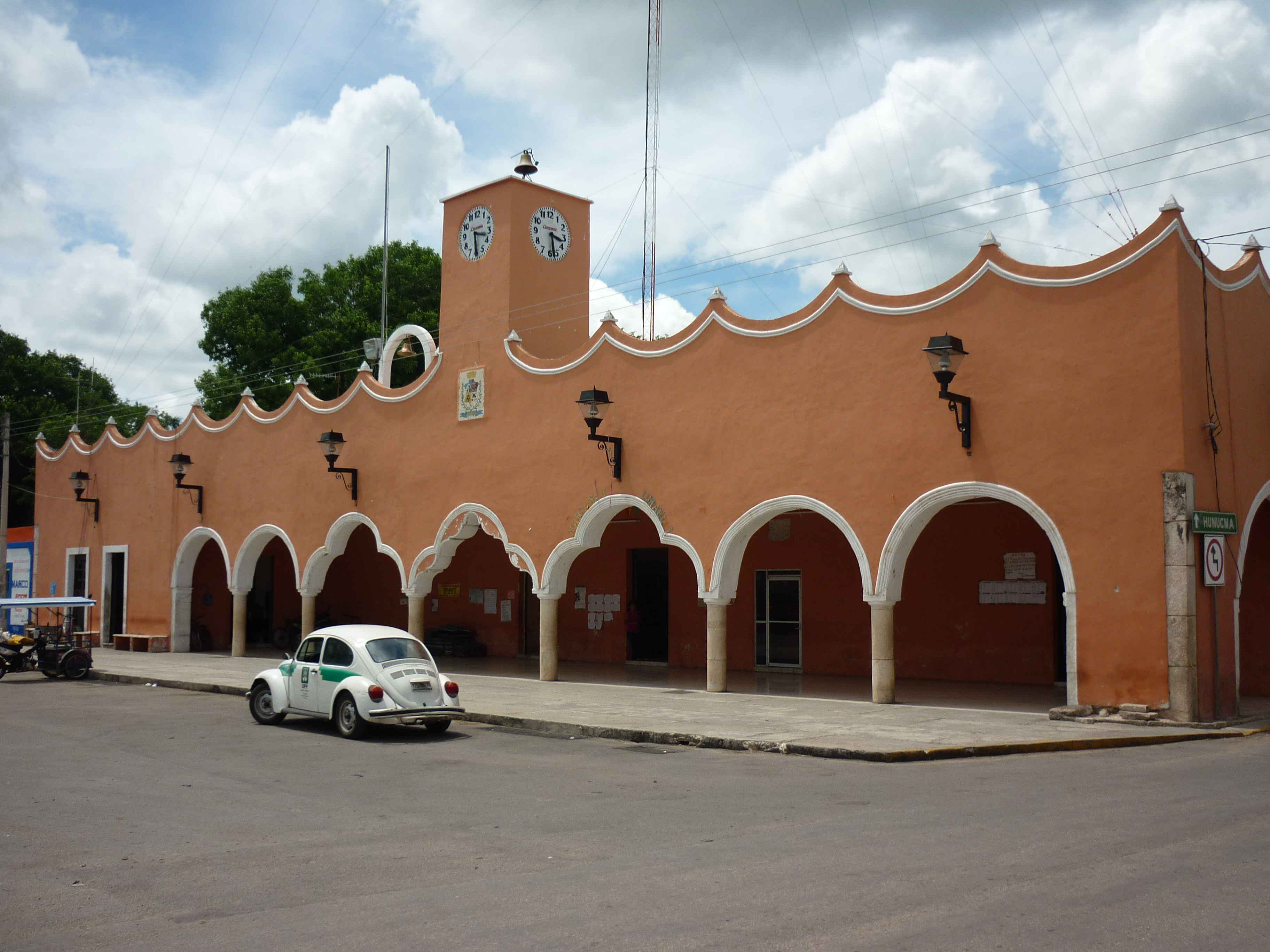
Construção em Kinchil.

Kinchil é um município do estado do Iucatã, no México. A população do município calculada no censo 2005 era de 5.964 habitantes.